# Ecomuseo del sale e del mare di Cervia
L'Ecomuseo del sale e del mare di Cervia è un museo diffuso del comune di Cervia, in provincia di Ravenna.

## Storia
L'ecomuseo è stato istituito dal Consiglio comunale nel luglio del 2013, nel marzo del 2015 ha adottato l'attuale logo dopo un concorso di idee, mentre nell'ottobre nel 2015, grazie ad un finanziamento europeo dell'Asse 4, è stata realizzata la cartellonistica definitiva dei luoghi chiave dell'ecomuseo.. 

## Luoghi chiave
Sul territorio comunale 28 luoghi chiave, indicati come "antenne", sono stati inclusi nell'ecomuseo:
1. Salina di Cervia
2. Parco della Salina di Cervia - Stabilimento produttivo
3. Centro visite Salina di Cervia
4. Salina Camillone
5. Ficocle e Cervia Vecchia
6. Antico stabilimento termale
7. Caselli: il controllo del sale
8. Torre Esagonale
9. Chiesa della Madonna del Pino
10. Il Quadrilatero
11. Le case e il borgo dei Salinari
12. Piazza Garibaldi
13. Piazza Pisacane e antica pescheria
14. Teatro comunale
15. Chiesa del Suffragio
16. Chiesa di Sant'Antonio
17. Magazzini del sale Torre e Darsena
18. MUSA - Museo del sale
19. Torre San Michele
20. Magazzino ex CRAL saline
21. Porto Canale e Borgo Marina
22. Faro
23. I villini di vacanza
24. Hotel Mare Pineta
25. Idrovora del canalino di Milano Marittima
26. Colonie Varese, ex Montecatini e centro climatico marino
27. Casa delle Aie
28. Pieve di Santo Stefano